# Кодзима, Хироси
Хироси Кодзима (яп. 小島博, 27 января 1938, Хиросима, Япония) — японский хоккеист (хоккей на траве), нападающий.

## Биография
Хироси Кодзима родился 27 января 1938 года в японской префектуре Хиросима.
В 1960 году вошёл в состав сборной Японии по хоккею на траве на Олимпийских играх в Риме, занявшей 14-е место. Играл на позиции нападающего, провёл 5 матчей, забил 3 мяча (два в ворота сборной Швейцарии, один — Италии).